# Alain Robbe-Grillet

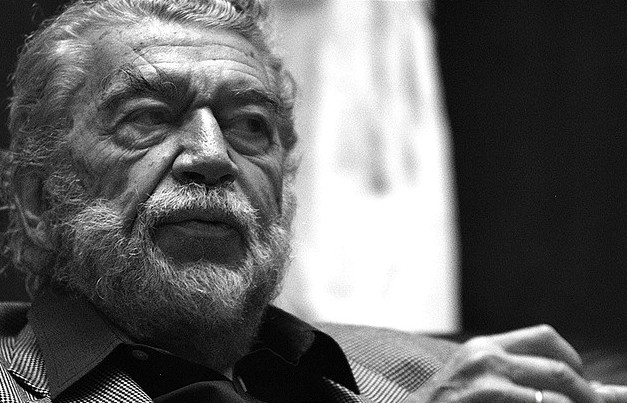
Alain Robbe-Grillet

Alain Robbe-Grillet (Brest, 18 augustus 1922 – Caen, 18 februari 2008) was een Frans schrijver en filmmaker. Hij wordt beschouwd als de meester van de nouveau roman, en was lid van de Académie française. Zijn echtgenote was de romanschrijfster Catherine Robbe-Grillet, die schreef onder de naam Jeanne de Berg.

## Werk

### Romans
- Un régicide (1949) (Een regicide, vert. Christian Hendrikx, Uitgeverij Koppernik, 2017)[1]
- Les Gommes (1953)
- Le Voyeur (1955) (Prix des Critiques)
- La Jalousie (1957) (Jaloezie, vert. C.N. Lijsen, De Bezige Bij, 1961)
- Dans le labyrinthe (1959) (In het labyrinth, vert. C.N. Lijsen, De Bezige Bij, 1963)
- La Maison de rendez-vous (1965)
- Projet pour une révolution à New York (1970)
- Topologie d'une cité fantôme (1976)
- Souvenirs du Triangle d'Or (1978)
- Djinn (Robbe-Grillet) (1981)
- La Reprise (2001)
- Un roman sentimental (2007)

### Novelle
- Instantanés (1962)

### Essays
- Pour un Nouveau Roman (1963)
- Le Voyageur, essais et entretiens (2001)

### Fictie met een autobiografisch karakter
- Le Miroir qui revient (1985)
- Angélique ou l'enchantement (1988)
- Les Derniers Jours de Corinthe (1994)

## Filmografie
- 1961 : L'Année dernière à Marienbad, scénario en dialogen met anderen
- 1963 : L'Immortelle
- 1966 : Trans-Europ-Express
- 1968 : L'homme qui ment
- 1971 : L'Eden et après
- 1974 : Glissements progressifs du plaisir
- 1975 : Le Jeu avec le feu
- 1983 : La Belle Captive
- 1995 : Un bruit qui rend fou, samen met Dimitri de Clerq
- 2007 : C'est Gradiva qui vous appelle